# Eußenheim
Eußenheim – miejscowość i gmina w Niemczech, w kraju związkowym Bawaria, w rejencji Dolna Frankonia, w regionie Würzburg, w powiecie Main-Spessart. Leży około 5 km na północny wschód od Karlstadt, nad rzeką Wern, przy drodze B27 i linii kolejowej Gemünden am Main - Werneck - Schweinfurt.

## Dzielnice
W skład gminy wchodzą następujące dzielnice: 
- Aschfeld
- Bühler
- Eußenheim
- Hundsbach
- Münster
- Obersfeld

## Demografia
| Rok  | Liczba mieszk. |
| ---- | -------------- |
| 1970 | 3400           |
| 1987 | 319            |
| 2000 | 3374           |
| 2005 | 3329           |

## Zabytki i atrakcje
- Kościół parafialny pw. św. Marcelego (St. Marcellinus)
- Kościół parafialny pw. św. Piotra (St. Petrus)
- zamek kościelny w dzielnicy Aschfeld wybudowany w 1500
- ścieżka widokowa
- ruiny zamku Homburg (jednych z największych w Niemczech)

## Oświata
(na 1999)

W gminie znajduje się 125 miejsc przedszkolnych (z 123 dziećmi) oraz szkoła podstawowa (17 nauczycieli, 279 uczniów).